# Ralph Messac
Pour les articles homonymes, voir Messac.
Ralph Messac, né le 8 septembre 1924 à Versailles, mort le 17 avril 1999 à Paris, est un journaliste et un avocat français.

## Biographie
Second fils de Régis Messac, marié à l'une des filles d’Edmond-Marie Poullain, Ralph Messac est aussi homme de lettres, « bibliomane », spécialiste de Georges Simenon, d'Alphonse Allais et d’Alfred Jarry ; amateur de Willy, Gabriel de Lautrec, Guy de Maupassant, Barbey d'Aurevilly ; et, à l'instar de son père, Régis Messac, dont il a entretenu la mémoire, grand connaisseur de l’histoire du roman policier, et du roman d’anticipation de la première moitié du XXe siècle.
Membre de jurys littéraires, notamment secrétaire général (1959-1968) du Prix Alphonse-Allais, Ralph Messac est également ubiconorable des commandeurs exquis du Collège de Pataphysique (1954) et médaillé du travail (1975).

## Carrière professionnelle
Ralph Messac commence sa carrière comme journaliste politique et courriériste littéraire au Populaire (1944-1951), la poursuit à Franc-Tireur (1952-1954) où il signe ses papiers du nom de l'Ecornifleur, et à l'Information (1955-1956). Il est ensuite connu du grand public, pour être l'une des voix les plus écoutées du journal parlé d'Europe 1 (1957-1977), durant la période faste de cette station périphérique.
En 1977, il devient avocat (1977-1992), spécialisé dans le droit social et les affaires de presse.

## Activité syndicale
Syndicaliste, il milite dès 1953 en faveur d’un statut pour les journalistes pigistes. Il prépare et rédige un texte de loi, qui sera adopté, trente ans plus tard, en 1974, sous le nom de loi Cressard (4 juillet 1974 intégré dans article L 761-2 du code du travail alinéa 4, aujourd'hui L. 7112-13 du Code du travail). Ce texte établit que le journaliste ainsi défini est présumé lié par un contrat de travail à son employeur, en l’absence de contrat écrit, « quels que soient le mode et le montant de sa rémunération ». Il est secrétaire général (1963-1968), puis président (1968-1972) du Syndicat national des journalistes (SNJ) ; président de l’Union nationale des syndicats de journalistes (UNSJ) (1970-1971) ; vice-président de la Fédération internationale des journalistes (FIJ). De Robert Hersant, un des plus redoutables patrons de presse, il dira après la mort du magnat : « Robert Hersant me rappelait Jean Stock, un boxeur des années cinquante surnommé l’Enclume ; plus il prenait de coups, plus il avançait sur l’adversaire. »
Ralph Messac est aussi, à partir de 1962, administrateur du Centre de formation des journalistes (CFJ), conseiller Prud’homme de 1969 à 1976 et, durant la même période, vice-président de la Commission de la carte d’identité des journalistes professionnels (CCIJP).

## Bibliothèque
En 1984, Ralph Messac fait don à la Bilipo, établissement spécialisé du réseau de lecture publique parisien, totalement consacré à la littérature policière et d’espionnage, de l’édition originale, annotée de la main de l'auteur, du « Detective Novel » et l’influence de la pensée scientifique. La thèse monumentale de Régis Messac (1929, Honoré Champion) constitue le premier travail universitaire réalisé sur le roman policier. À ce don, ont été ajoutés « la bibliothèque de travail réunie pour son élaboration, constituée de romans anglo-saxons dans leur édition originale (la plupart non traduits en français), et d’une remarquable collection de pulps. Les principaux titres sont Detective Weekly (collection complète), Flynn’s Weekly (collection complète), Sexton Blake (144 fascicules). À ces 813 unités symboliques versées en 1994, Ralph Messac continuera d’ajouter des dons réguliers de ses propres collections : éditions populaires, fascicules de Nick Carter… jusqu'à son décès. »
Il est inhumé au cimetière de Coutances.

## Distinctions
- Médaille d'honneur du travail, argent

## Œuvres publiées
- Autour du Chat noir, anthologie d’Alphonse Allais (en collaboration avec Anatole Jakovsky (1955, les Quatre jeudis)
- Loufoc House, anthologie d’Alphonse Allais (1957, les Éditions françaises)
- « Georges Simenon, "romancier-nez" », in Simenon (sous la direction de Francis Lacassin et Gilbert Sigaux) (1973, Plon)
- Calembour (1982, Éditions du Fourneau)
- Contredanse pour maitre chanteur [1957], en collaboration avec Léo Malet, in Léo Malet, (1985, Bouquins Laffont)
- « Le Gang des voleurs de joujoux » [1952], in Contes noirs de fin de siècle (1999, Fleuve noir)

## Photos et liens externes
- Photo de Ralph Messac
- Inventaire des ouvrages de Georges Simenon et assimilés constitués en collection par Ralph Messac et Photo de Ralph Messac